# Kärrviol
Kärrviol (Viola palustris) är en art i familjen violväxter och har en cirkumboreal utbredning. Arten är vanlig i nästan hela Sverige och växer i kärrmarker, sumpskogar och på stränder. 
Kärrviol är en kal, flerårig ört med långa krypande jordstammar. Bladen är skaftade och sitter samlade i en basal rosett. Bladskivan är kal och brett njurlik och utan tydlig spets. Blommorna kommer på skaft direkt från jordstammen och blir upp till 1,5 cm långa. Blomskaften har två små bleka förblad som sitter fästa vid eller nedom mitten. Kronbladen är blekt violetta, mörkt ådrade med två uppåtriktade och tre nedåtriktade kronblad. Sporren är kort och rak.
Frukten är en kal och något trekantig kapsel som sitter på ett upprätt skaft. Den öppnar sig explosionsartat.
Blommar i maj-juni i Sverige.

## Underarter
Arten är månformig och några underarter kan urskiljas:
- subsp. palustris - förekommer från nordöstra Frankrike och Storbritannien till Ural, Azorerna, Grönland och nordöstra Nordamerika. De svenska populationer tillhör denna underart.
- subsp. juressii - förekommer i sydvästra Europa.
- subsp. brevipes - förekommer i västra Nordamerika.

## Synonymer
subsp. palustris
Viola herminii Rothmaler
Viola palustris subsp. pubifolia E.Kuta
Viola palustris subsp. typica M.S.Baker nom. inadmiss.
Viola palustris var. dimorpha Rouy & Foucaud
Viola palustris var. pensylvanica de Candolle
Viola scanica Fries
subsp. brevipes M.S. Baker
Viola howellii var. langsdorfii Jeps.
Viola palustris var. brevipes (M.S. Baker) R.J. Davis
Viola palustris var. leimonia J.K.Henry
subsp. juressii (Link ex K. Wein) Coutinho
Viola bourgaei Rouy
Viola juressii Link ex Steudel
Viola palustris proles bourgaei Rouy